# Суксесс
Суксесс — имя, которое носили некоторые святые:
- Суксесс, мученик Африканский. Пострадал вместе с Ромулом (Romulus), Акутом (Acutus), Пиннарием (Pinnarius), Марулом (Marulus), Мисиасом (Misias), Матутиной (Matutina), Донатом (Donatus), Александром, Солютором (Solutor), Сатурнином (Saturninus), Суксессой (Successa). Память 27 марта [1].
- Суксесс, мученик Африканский (погиб около 300 года). Пострадал вместе с  Павлом, Викторином (Victorinus), Сатуром (Saturus) или Сатурнином (Saturninus), Миссором (Missor), Герунтием (Geruntius), Лукентием (Lucentius), Ианнуарием (Januarius), Флоридой (Florida), Феокосией (Theocosia), Иулием (Julius), Катом (Catus), Пией (Pia) и восемью товарищами. Память 14 января и 19 января (в некоторых епархиях)[2].